# Gunung Batee-raya
Gunung Batee-raya är ett berg i Indonesien.   Det ligger i provinsen Aceh, i den västra delen av landet, 1 700 km nordväst om huvudstaden Jakarta. Toppen på Gunung Batee-raya är 283 meter över havet.
Terrängen runt Gunung Batee-raya är huvudsakligen lite kuperad.Runt Gunung Batee-raya är det ganska glesbefolkat, med 47 invånare per kvadratkilometer. Närmaste större samhälle är Bireun, 12,8 km nordost om Gunung Batee-raya. I omgivningarna runt Gunung Batee-raya växer i huvudsak städsegrön lövskog.